# Halyč
Halyč (in ucraino Га́лич?, Halyč; in romeno Halîci; in polacco Halicz; in russo Га́лич?, Galič; in tedesco Halytsch; in yiddish העליטש‎?) è una città ucraina (6 086 abitanti) nel distretto di Ivano-Frankivs'k, nell'oblast' di Ivano-Frankivs'k. Ospita l'amministrazione della comunità territoriale di Halyč, una delle comunità territoriali dell'Ucraina
Fino al 18 luglio 2020 Halyč è stata il centro amministrativo del distretto di Halyč, abolito come parte della riforma amministrativa dell'Ucraina, che ha ridotto a sei il numero dei distretti dell'oblast' di Ivano-Frankivs'k. L'area del distretto di Halyč è stata fusa nel distretto di Ivano-Frankivs'k.

## Nome
Il nome della città, sebbene riportato in maniera identica nelle moderne lingue slave orientali (Галич), è pronunciato Halyč in ucraino e Galič in russo. La traslitterazione russa non va però confusa con la città russa di Galič, situata nell'oblast' di Kostroma. In lingua polacca si chiama Halicz; in yiddish Helitsh o Heylitsh (העליטש); in latino Galic; in ungherese Halics; in romeno Halici. Il gran numero di trascrizioni in vari alfabeti testimonia le varie nazionalità che si sono intrecciate con le vicende storiche della città.
Una leggenda popolare locale vuole che il nome "Halyč" derivi dal leggendario "principe Halyčyna", primo sovrano di queste terre. 
Una possibile legittimità ad una simile narrazione è stata rintracciata nel 1994, anno in cui una serie di scavi ha portato alla luce un kurgan designato dalla gente del posto "la tomba di Halyčyna". Nella struttura sono stati trovati alcuni strumenti utilizzati per il rito della cremazione, un'arma di bronzo e un disco d'oro, di certo di proprietà di un nobile locale. 
Max Vasmer e gli studiosi di slavistica moderni generalmente concordano sul fatto che "Halyč" sia un aggettivo derivato dal termine slavo orientale che stava per "taccola", "halka". Tale uccello figurava nello stemma della città quando faceva parte dell'Impero austro-ungarico (dal 1772).

## Geografia
Halyč è una città dell'Ucraina occidentale situata lungo il fiume Dnestr. La città ha dato il nome alla regione storica della Galizia e fu capitale del Principato di Galizia-Volinia fino al principio del XIV secolo, quando il privilegio passò a Leopoli. È situata 26 km a nord dal capoluogo Ivano-Frankivs'k e 442 da Kiev, localizzata a est.

## Storia

### Origini

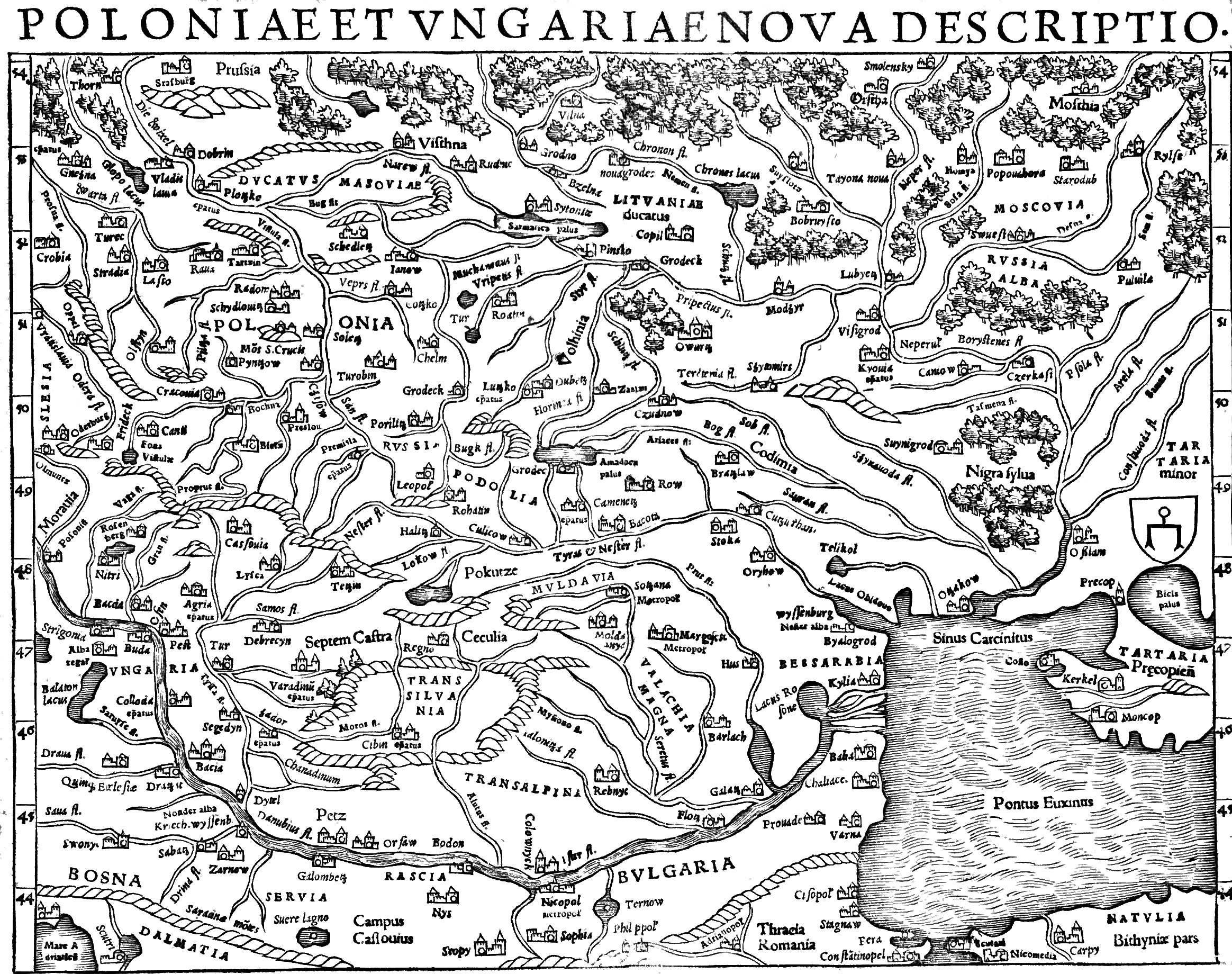
Haliц sulla mappa del 1554 di Sebastian Münster.

I più antichi manufatti archeologici ritrovati nei pressi di Halyč risalgono al periodo paleolitico (40 000 anni fa). Alcuni reperti più recenti testimoniano la presenza di varie culture archeologiche, tanto che si tende a ritenere che il luogo dove oggi sorge l'insediamento è stato sempre stabilmente abitato negli ultimi 7 000 anni. Stando alle ricostruzioni storico-archeologiche, la popolazione di Halyč cominciò a crescere in maniera ragguardevole tra l'800 e il 900 d.C.
La prima menzione scritta sull'esistenza di Halyč di cui si ha notizia risalirebbe, secondo una parte della storiografia, all'anno 896. Il condizionale è d'obbligo, in quanto non per tutti tale data è da considerarsi dal valore inequivocabile. Ad ogni modo, la citazione si riscontra nelle Gesta Hungarorum, ovvero cronache di corte del re ungherese Béla III realizzate all'inizio del XIII secolo. Le cronache descrivono un soggiorno delle tribù ungheresi guidate dal principe Álmos ad Halyč durante il viaggio in terre slave per raggiungere la Pannonia. Un simile evento storico non è raccontato in altre fonti. Di seguito il passo:
Le stesse perplessità accompagnano un'altra data individuata da un altro filone storiografico, il 290 d.C.: secondo questa dottrina, il termine "Getica" indicato nell'opera del gotico Giordane individuerebbe l'insediamento situato nell'odierna Ucraina.

### Halyč vecchia: capitale del Principato

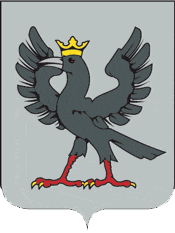
La taccola sullo stemma della Galizia allude al nome halka, utilizzato appunto per designare quella specie ornitologica

I dati più affidabili su Halyč si riscontrano nel Codice Ipaziano, facente parte della Cronaca degli anni passati. Halyč vecchia è altresì indicata come Halyč del Principato (in ucraino: Княжий Галич, Knyazhyi Halyč) in alcune fonti ucraine per distinguerla dalla città odierna. Oggi il sito dove sorgeva l'antico insediamento è uno dei punti di interesse per gli studiosi di storia rutena nell'Oblast' di Ivano-Frankivs'k. Situata alla confluenza del Dnestr e dei suoi affluenti, la cittadina fu verosimilmente costruita a seguito dell'unione dei piccoli villaggi esistenti nel XII-XIII secolo (facenti capo a Krylos) sulle rive dei corsi d'acqua. Il centro si sviluppò attorno alla Cattedrale della Dormizione e alle camere riservate al principe, fortificate con valli rinforzati e fossati nei pressi del fiume Lukva (affluente del Dnestr).

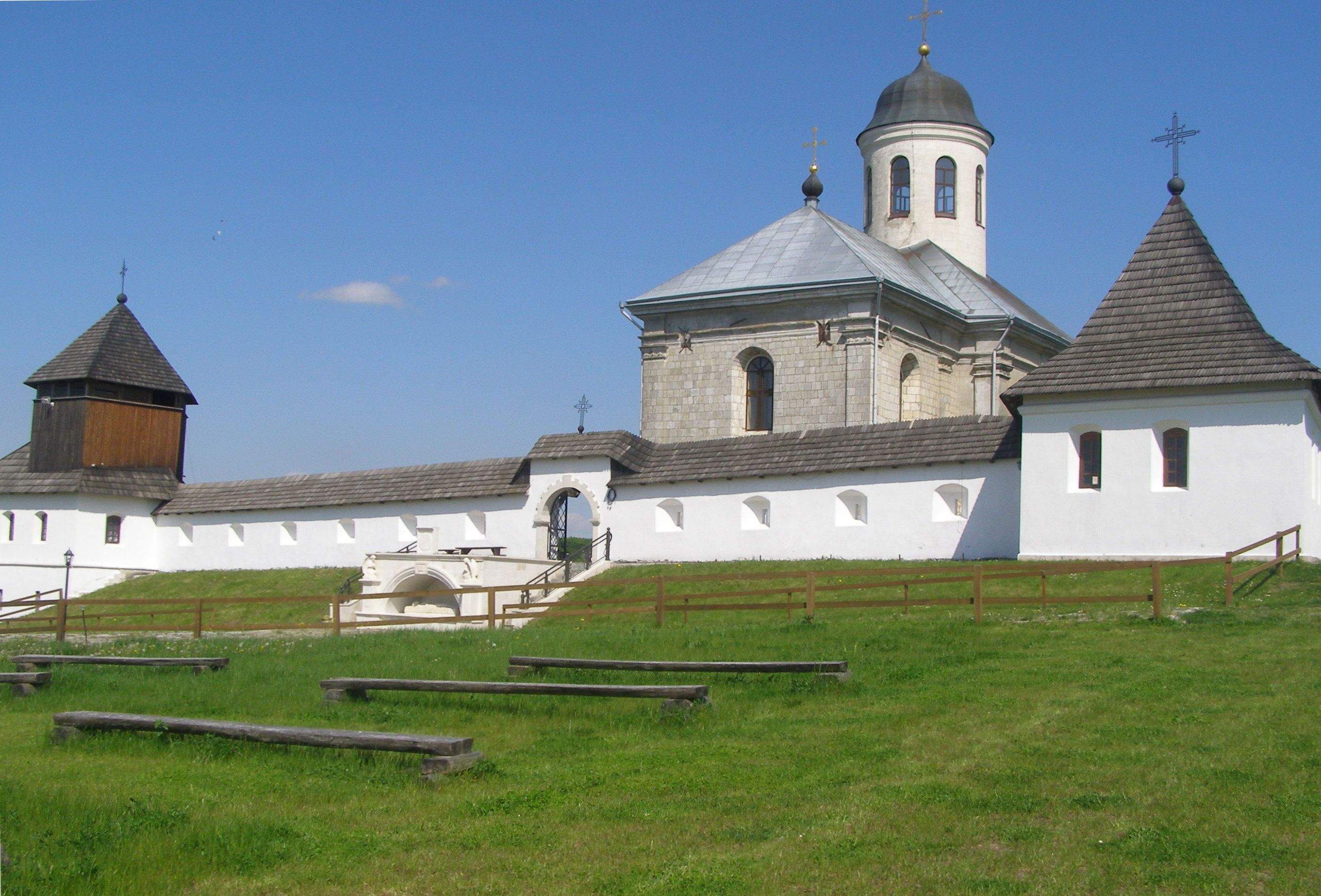
Cattedrale della Dormizione con le mura medievali ricostruite

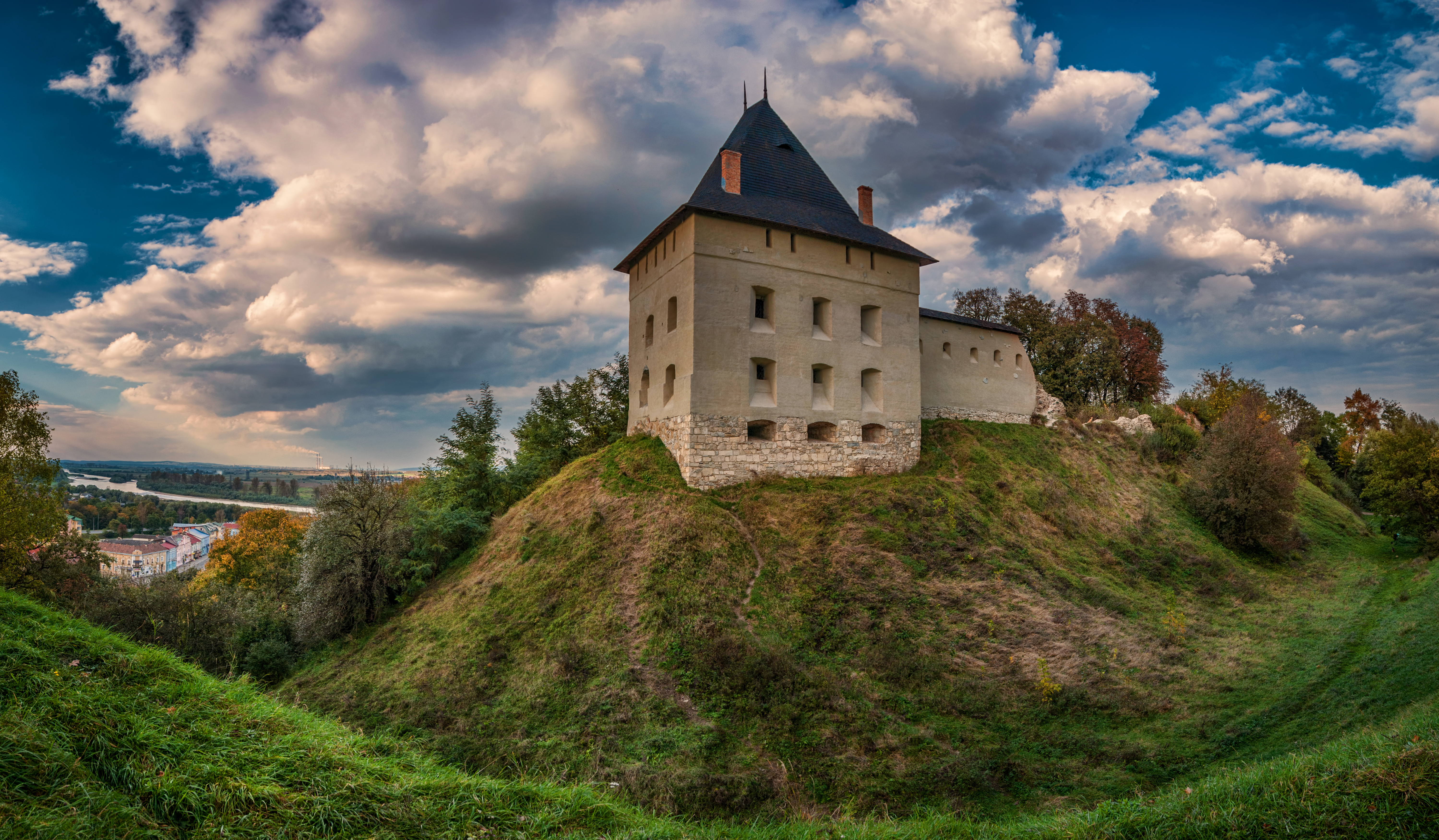
Rovine della fortificazione situata presso il castello Starosta

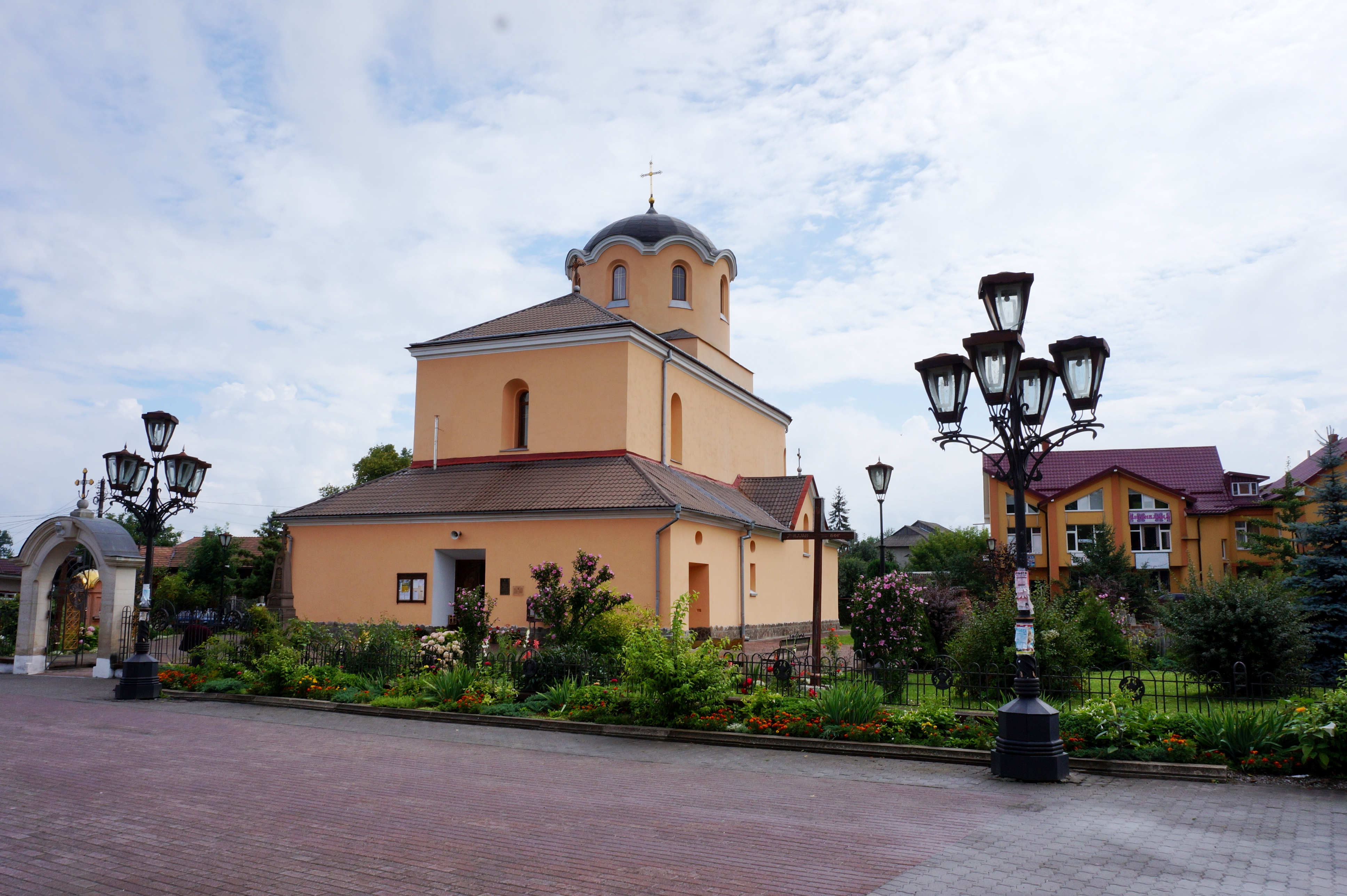
Chiesa della Natività (XIV–XV secolo)

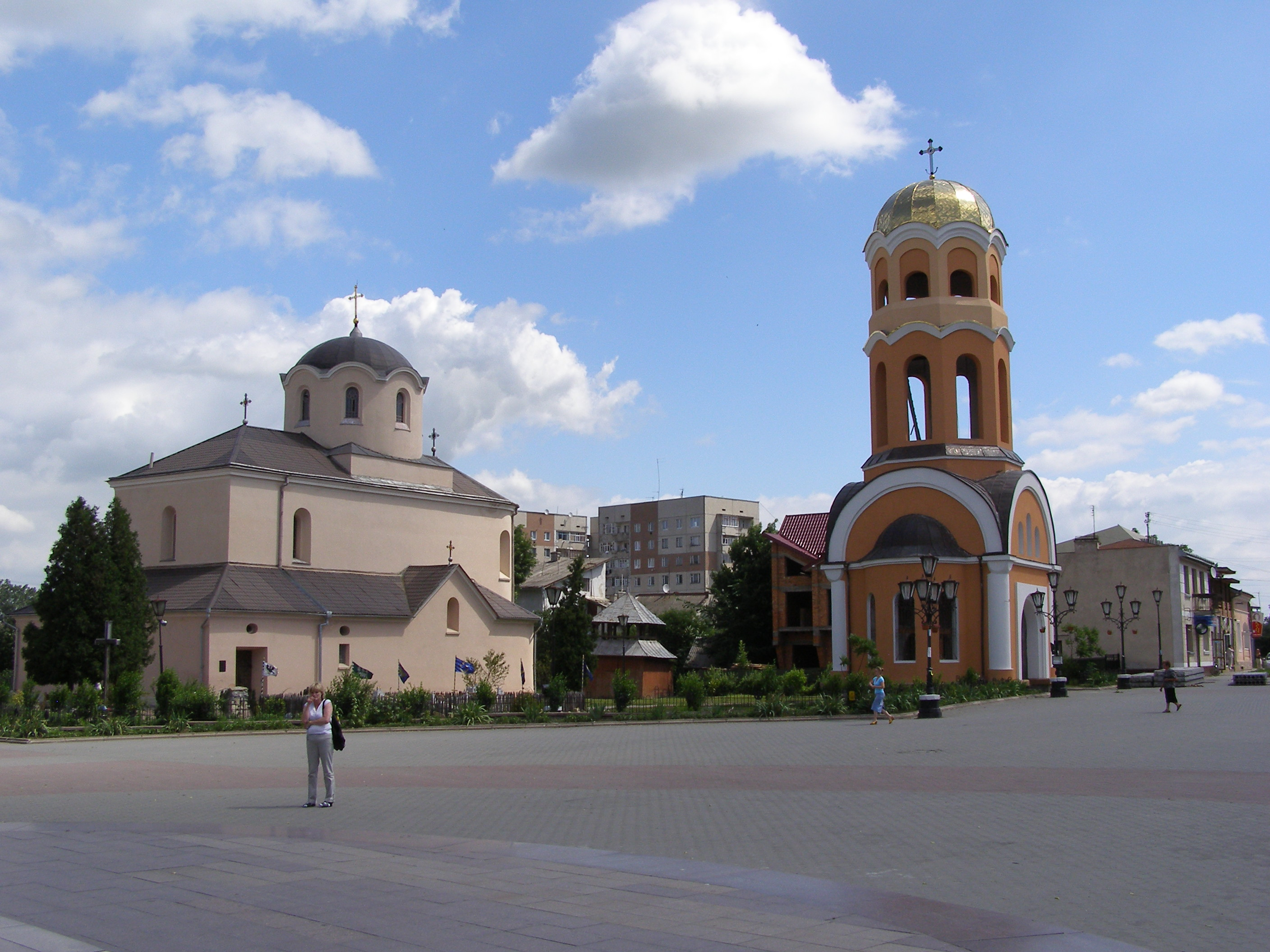
Veduta cittadina di Halyč

La prima dinastia di Halyč, il cui capostipite fu Vladimir II di Novgorod, costitutiva un ramo della famiglia rjurikide noto come Rostislaviči. L'ultimo esponente della stessa fu Jaroslav Osmomysl (1153-1187), in quanto a seguito della sua deposizione Béla III d'Ungheria conquistò brevemente il principato locale nel 1188: la dinastia dei Rostislaviči si estinse nel 1199. Nello stesso anno, Romano il Grande, anch'egli un rjurikide, riuscì a congiungere la Galizia alla Volinia nel più potente principato di Galizia-Volinia. Nel 1141, il principe (knjaz) Vladimirko Volodarovyč (1104-1152), autore dell'unione dei principati concorrenti di Przemyśl, Zvenihorod e Terebovlja nei territori appartenenti allo stato di Halyčyna, trasferì la sua capitale da Zvenihorod ad Halyč, rendendola la sede definitiva e ampliando notevolmente l'insediamento.
I mongoli guidati da Batu Khan espugnarono la capitale nel 1241, quando a capo della stessa vi era Danilo di Galizia. Da allora in poi la città declinò costantemente, cedendo in seguito la supremazia alla neonata Leopoli. Gli scavi del 1933–1942 (supervisionati da Jaroslaw Pasternak), 1951–1952 (M.K. Karger, V. Aulikh) e del 1955 portarono alla luce resti di case, attività commerciali, fortificazioni e dieci chiese costruite in pietra bianca. Gli scavi di Pasternak hanno permesso di concludere che la Halyč di epoca alto-medievale fosse situata dove si trova l'odierno villaggio di Krylos (situato a 5 km a sud della moderna Halyč). Nel 1936, Pasternak scoprì altresì i resti di una cattedrale a tre absidi dall'XI al XII secolo con la tomba sepolcrale del principe Jaroslav Osmomysl. Si tende a ritenere che la costruzione rinvenuta fosse quella della Dormizione precedentemente nota solo tramite la Cronaca degli anni passati, nota per essere stata un mausoleo dei primi principi galiziani. Le dimensioni della cattedrale (37,5 per 32,4 m, la seconda chiesa medievale più grande situata sul territorio dell'odierna Ucraina, più piccola solo della cattedrale di Santa Sofia a Kiev), suggeriscono che Halyč fosse la sede di una diocesi; inoltre,  molto probabilmente la cattedrale fu costruita nel 1157 e distrutta nel 1241 dalle orde spedite da Batu Khan, poi edificata di nuovo e menzionata un'ultima volta dalle fonti nel 1576.
Si ritiene che il primo stile architettonico con cui venne ultimata la chiesa si ispirasse a influenze romaniche occidentali, poi ereditate più a nord-est. Si ritiene che alcuni costruttori di Halyč fossero stati coinvolti nella realizzazione della cattedrale esistente di Pereslavl' e della chiesa dell'Intercessione sul Nerl'. Risultano ancora visibili le fondamenta della cattedrale dell'Assunta (1157), mentre l'unica chiesa medievale sopravvissuta è quella di San Pantaleone, costruita una prima volta a cavallo tra il XII e il XIII secolo e poi modificata in maniera significativa nel XVII secolo: questa fu ricostruita un'ultima volta negli anni '90. Gli scavi archeologici (1989-2005 sotto la direzione di Yuri Lukomsky) eseguiti nei siti di Krylos e Halyč continuano a suscitare interesse.

### Halyč moderna

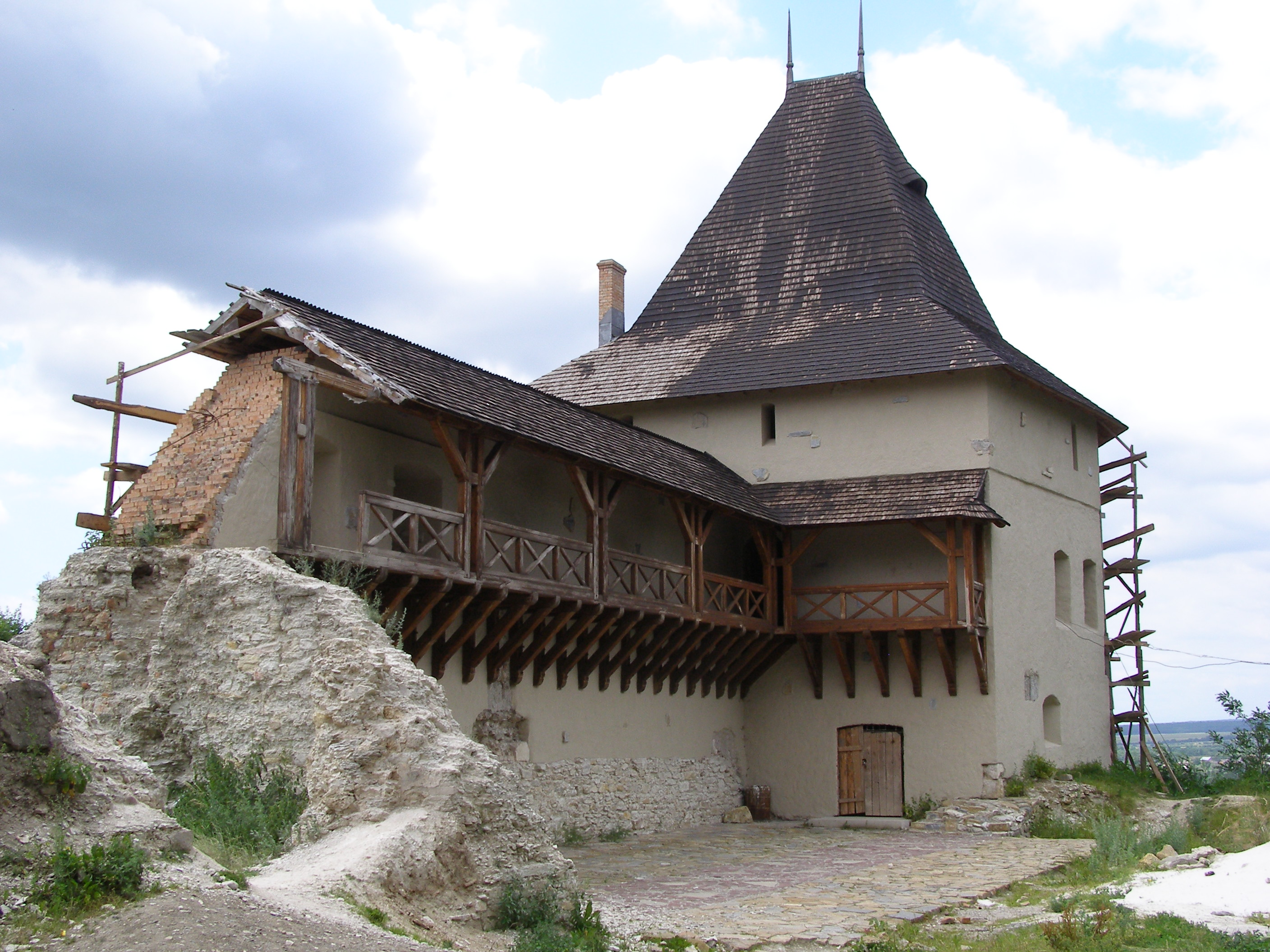
Rovine del castello del XIV secolo

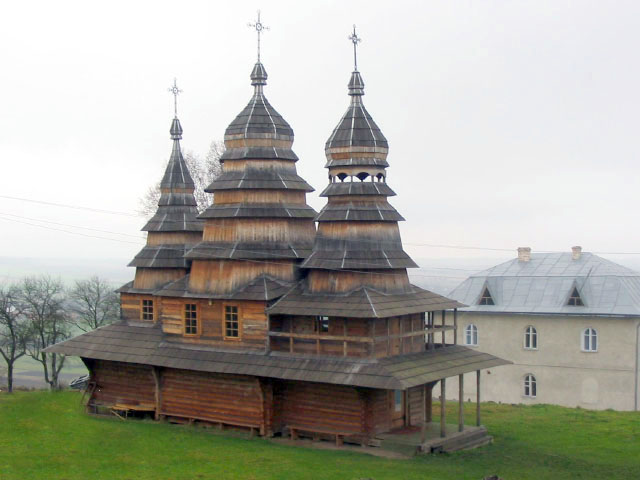
Questa chiesa in legno del XVI secolo di Krylos esemplifica l'architettura tradizionale in legno della Galizia

A poco a poco, la vecchia Halyč si spopolò al punto che i soli abitanti rimasti a farne parte dalla metà del XIV secolo furono il metropolita di Halyč e il suo seguito. La città odierna si trova a circa 5 km dall'antica capitale del principato, nel punto in cui era localizzato il porto fluviale dell'antico insediamento e dove il principe lituano Liubartas costruì il suo castello di legno nel 1367.
Il principale monumento storico e una delle principali attrazioni turistiche è la chiesa dedicata alla Natività di Maria: originariamente costruita a cavallo tra il XIV e il XV secolo, ha subito interventi di restauro nel 1825. Affascinante è anche un monumento equestre dedicato a Danilo di Galizia e svelato nel 2003 in occasione del 750º anniversario dell'incoronazione di tale principe come re di Rutenia.
Nel 1349, in seguito alla morte del duca Jurij II di Galizia e alle guerre civili, Halyč venne annessa dal re polacco Casimiro III il Grande. Nel 1367 entrò in vigore il diritto di Magdeburgo e, nel medesimo anno, si stabilì in loco l'appena istituita diocesi cattolica. Cinque anni più tardi, papa Gregorio XI da Avignone eresse l'arcidiocesi di Halyč, la quale aveva come suffraganee le diocesi di Chełm, Przemyśl e Volodymyr-Volyns'kyj. Nel 1409, Leopoli assorbì l'arcidiocesi creata quasi mezzo secolo prima.
Dopo la morte del re Casimiro (1370), Luigi I, re di Polonia e Ungheria sottomise la Rutenia Rossa all'autorità di starosti ungheresi nominati dalla corona sotto la supervisione del duca Ladislao II di Opole. I magiari rimasero nella città fino al 1387, quando la regina Edvige d'Angiò annesse nuovamente l'area alla Polonia. Nel Regno di Polonia, la Galizia rimase uno dei principali centri amministrativi del Voivodato di Rutenia. Nel 1564, il sejm di Varsavia creò un sejmik ad Halicz, il quale esercitava le sue funzioni sulla ziemia omonima: quest'ultima si estendeva anche sui distretti (powiat) di Trembowla e Kolomyja.
Durante la guerra polacco-ottomana (1620-1621), Halicz fu bruciata dai tartari di Crimea (1621) e, nel 1624, l'etmano Stanisław Koniecpolski sconfisse i tartari a Martynów, vicino ad Halicz. Nel 1649, la città affrontò una seconda distruzione ad opera dei cosacchi guidati da Bohdan Chmel'nyc'kyj, oltre ad una terza nel 1676, quando stava volgendo al termine la terza guerra polacco-ottomana. Nel 1765, Halicz contava 110 abitazioni e 3 chiese: Franciszek Ksawery Potocki fungeva da starosta locale. La città fu conquistata dalle truppe austriache nel 1772 e rimase parte dell'Impero asburgico fino alla fine del 1918.
Nel 1870, Halicz aveva 4 142 abitanti, di cui 1 609 cattolici romani, 1 690 greco-cattolici e 839 ebrei. Dal 1º novembre 1918 e fino al mese di maggio del 1919 la città fu amministrata dagli ucraini. Dopo la guerra polacco-ucraina, Halicz tornò temporaneamente in mano alla Seconda Repubblica di Polonia, decisione confermata a Parigi il 25 giugno 1919. Il 16 settembre 1920, quando imperversava la guerra polacco-sovietica, ebbe luogo nei pressi dell'insediamento la battaglia di Dytiatyn; il 15 marzo 1923 la Conferenza degli Ambasciatori riconobbe l'autorità polacca in maniera definitiva sulla parte orientale della Galizia. Fino all'invasione sovietica della Polonia, Halicz rientrò nel Voivodato di Stanisławów e ospitò anche gli uffici di una contea.
All'inizio di luglio 1941, la città fu occupata dalle truppe tedesche. La comunità ebraica era numerosa e risiedeva perlopiù nel centro della città, sulla riva destra del fiume Dnestr. Nell'autunno del 1941 o 1942, 1 000 ebrei furono assassinati in un'esecuzione di massa e circa 20-30 ebrei furono annegati nel fiume. Dopo la seconda guerra mondiale, i residenti polacchi furono reinsediati nei cosiddetti territori recuperati e da allora Halyč è stata assegnata alla RSS Ucraina, dal 25 agosto 1991 semplicemente Ucraina.

## Monumenti e luoghi d'interesse
- Tomba di Halyčyna[29] – il sepolcro del leggendario sovrano Halyčyna situato a Krylos
- Chiesa della Dormizione[30] (costruita nel 1584) a Krylos
- Resti della Cattedrale della Dormizione e della cappella di San Basilio[31] a Krylos
- Ricostruzione di una chiesa in legno del XVI secolo[32] realizzata secondo lo stile tipico di Halyčyna a Krylos
- Pozzo del principe[33] a Krylos
- Residenza del metropolita[34] (oggi sede del museo di storia di Halyč), situata a Krylos
- Chiesa di San Pantaleone[35], l'unico esempio ancora esistente di architettura religiosa del XII sec. presente in Galizia-Volinia
- Castello del XIII-XVII secolo[36]: costruito da Casimiro III il Grande alla metà del XIV secolo e poi ristrutturato dall'architetto Francesco Corazzini all'inizio del XVII secolo, fu catturato dagli ottomani nel 1676, per poi essere lasciato in rovina. Gran parte delle mura fu smantellata dagli austriaci nel 1796.
- Chiesa della Natività[37] (XIV secolo)

## Galleria d'immagini

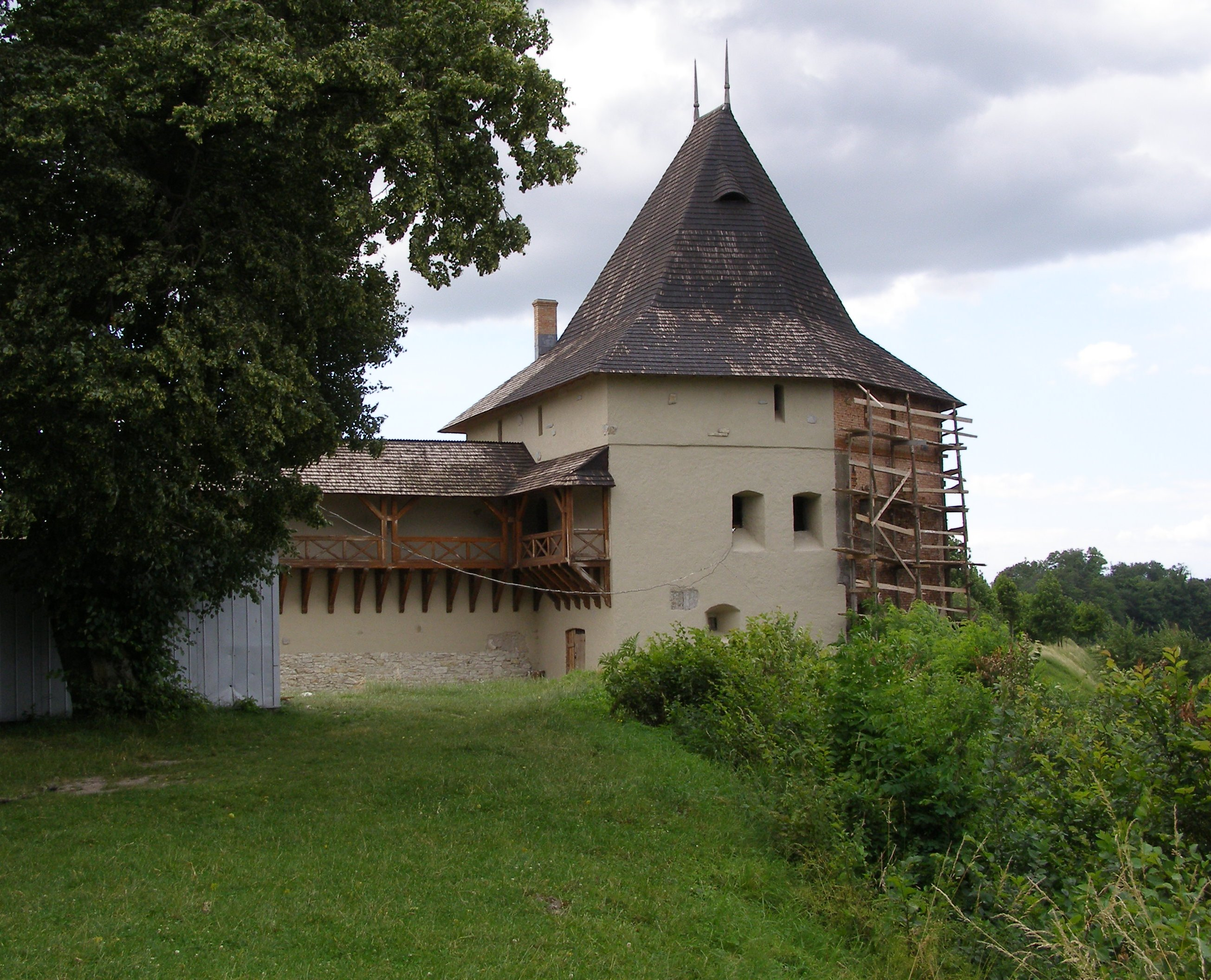
Veduta di un lato del castello cittadino
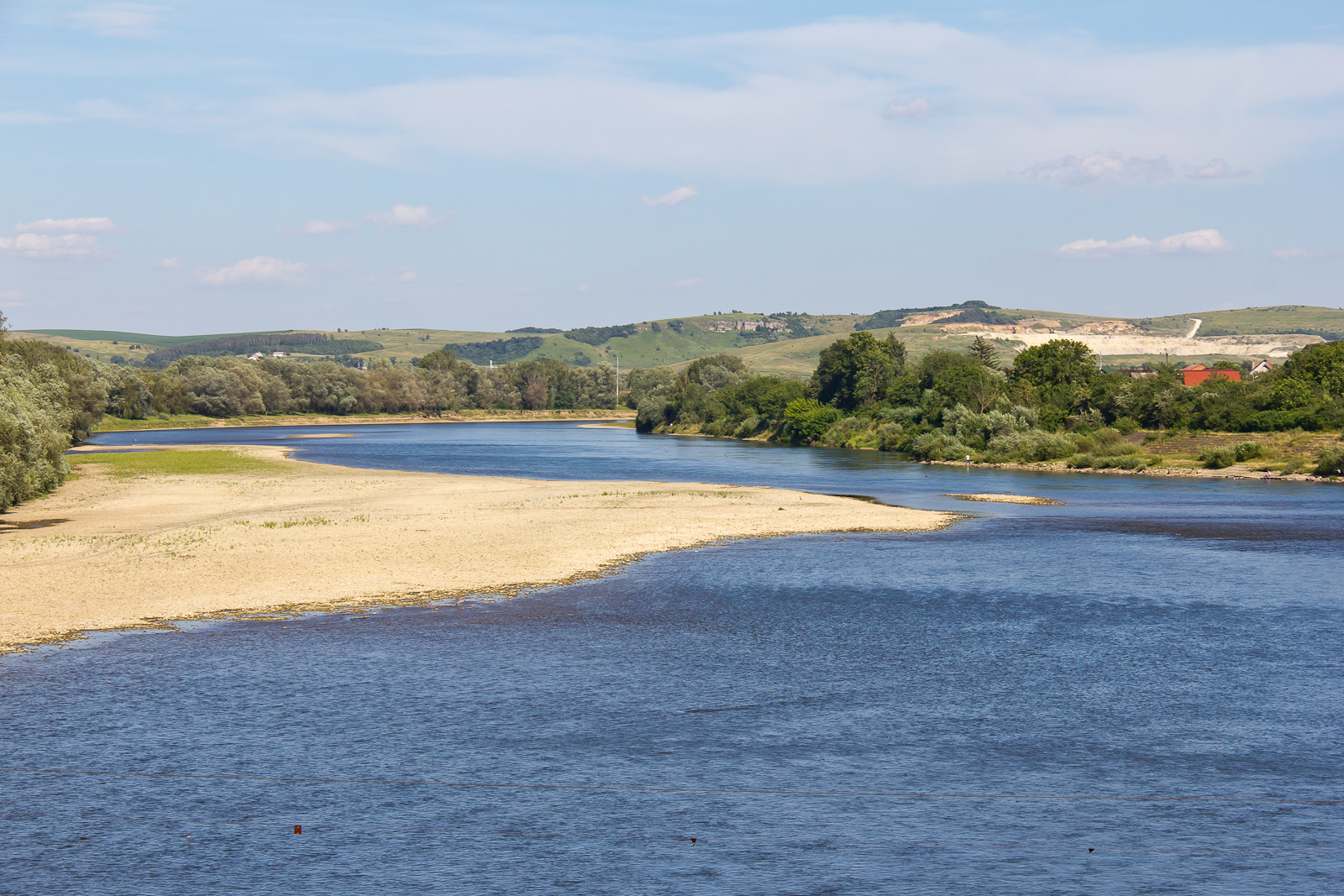
Il fiume Dnestr all'altezza di Halyč
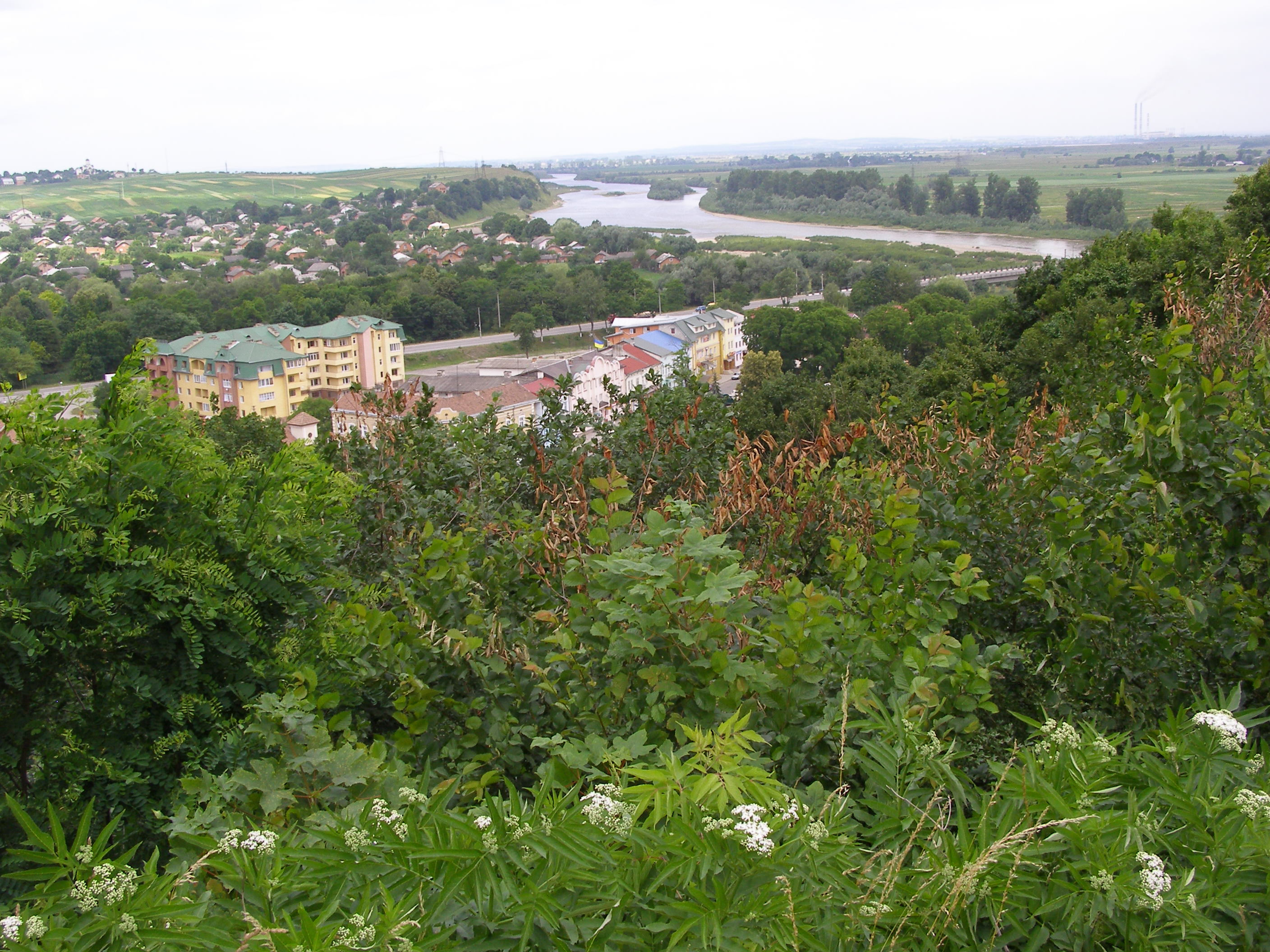
Halyč vista da un punto panoramico sopraelevato
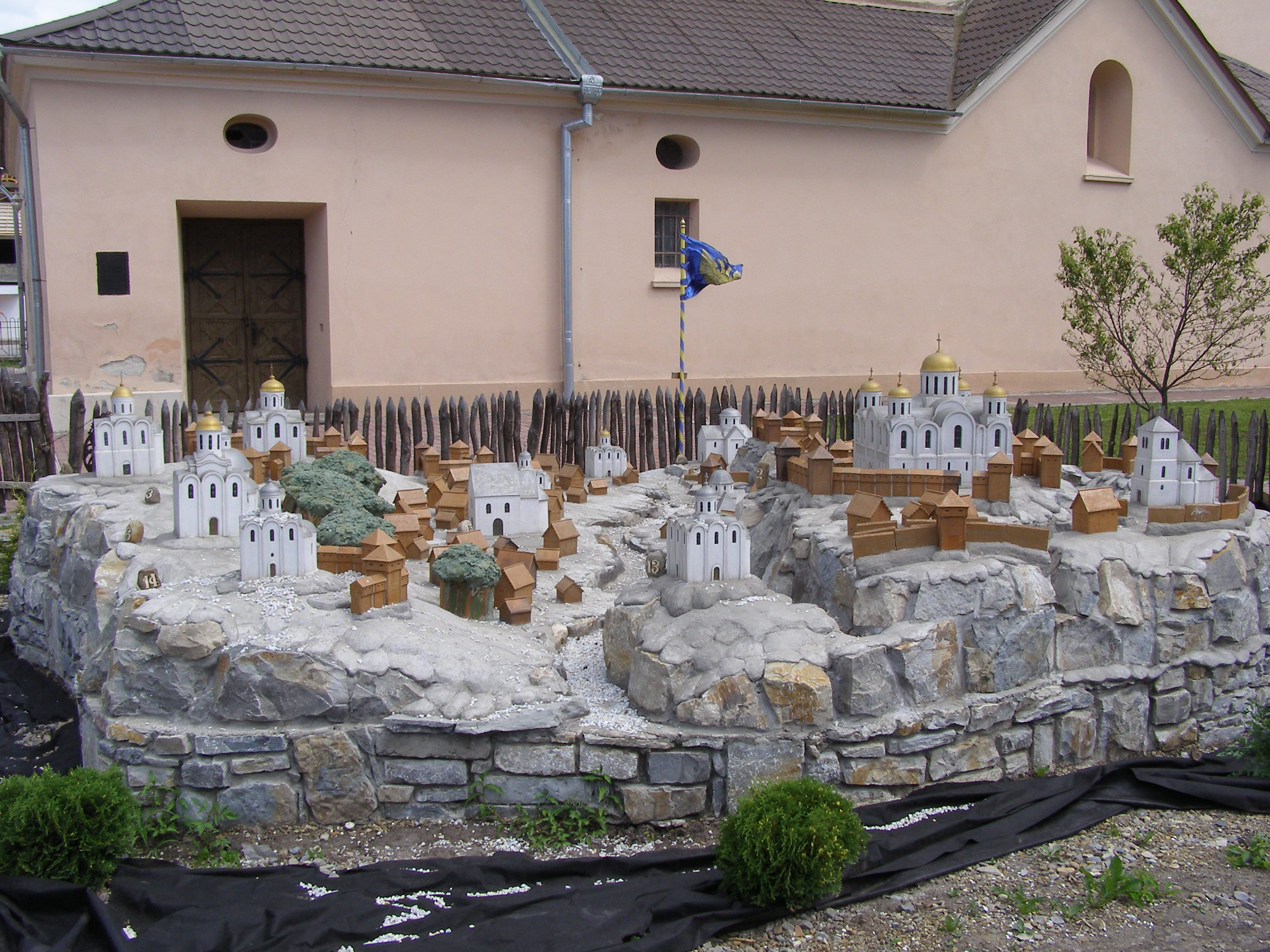
Ricostruzione in miniatura delle chiese presenti a Halyč
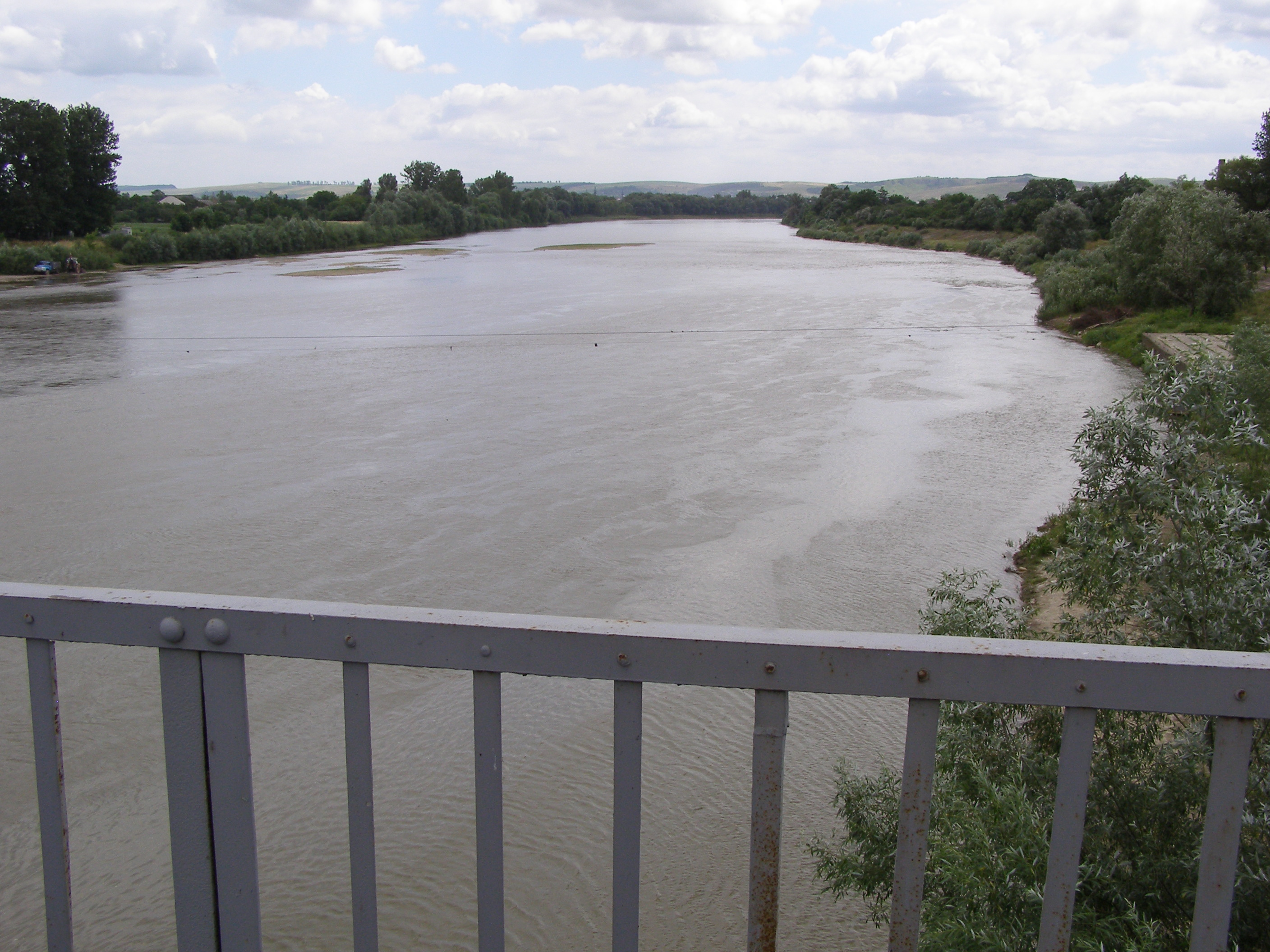
Ponte sul Dnestr
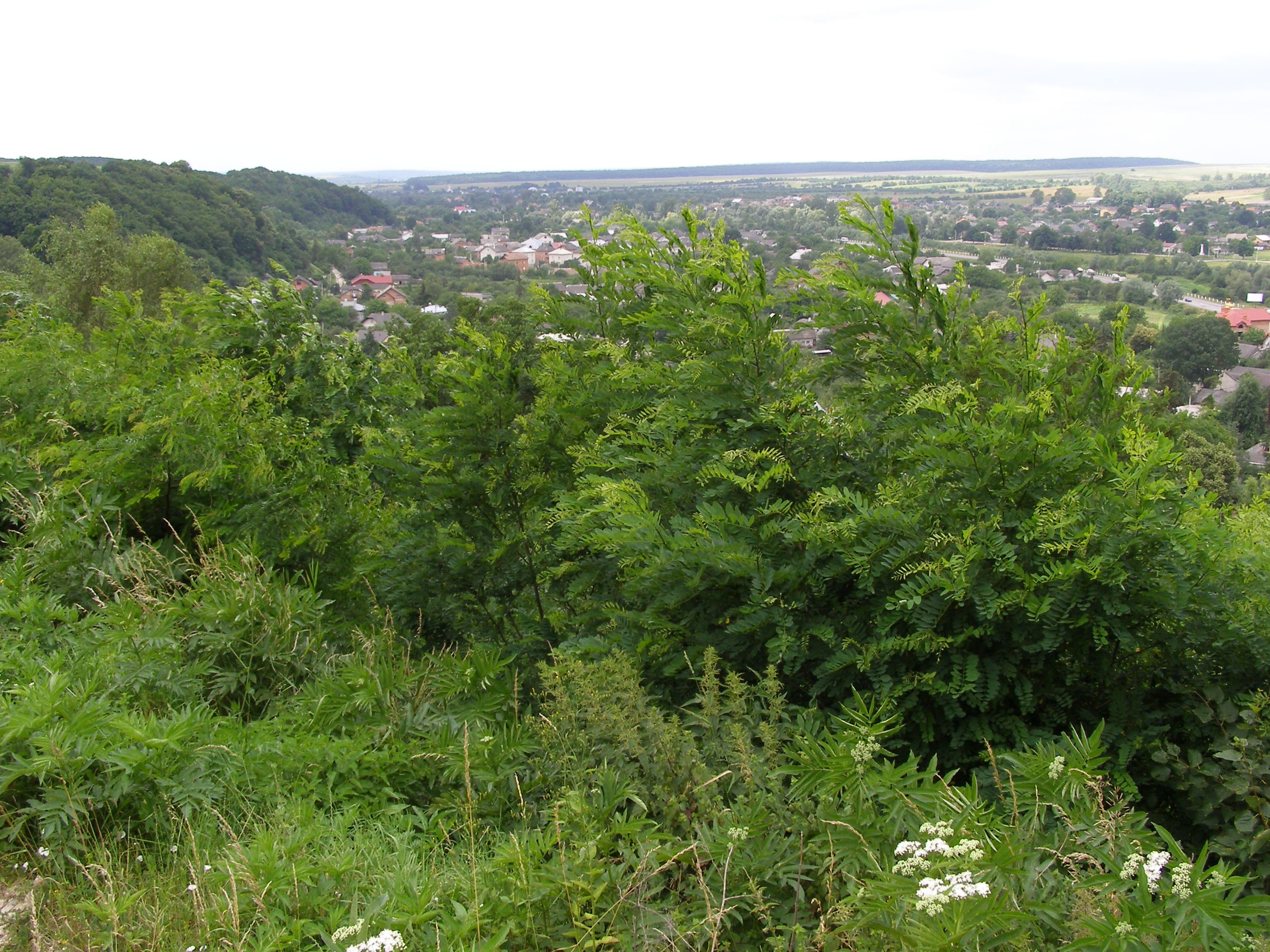
Panorama sulla valle di Halyč
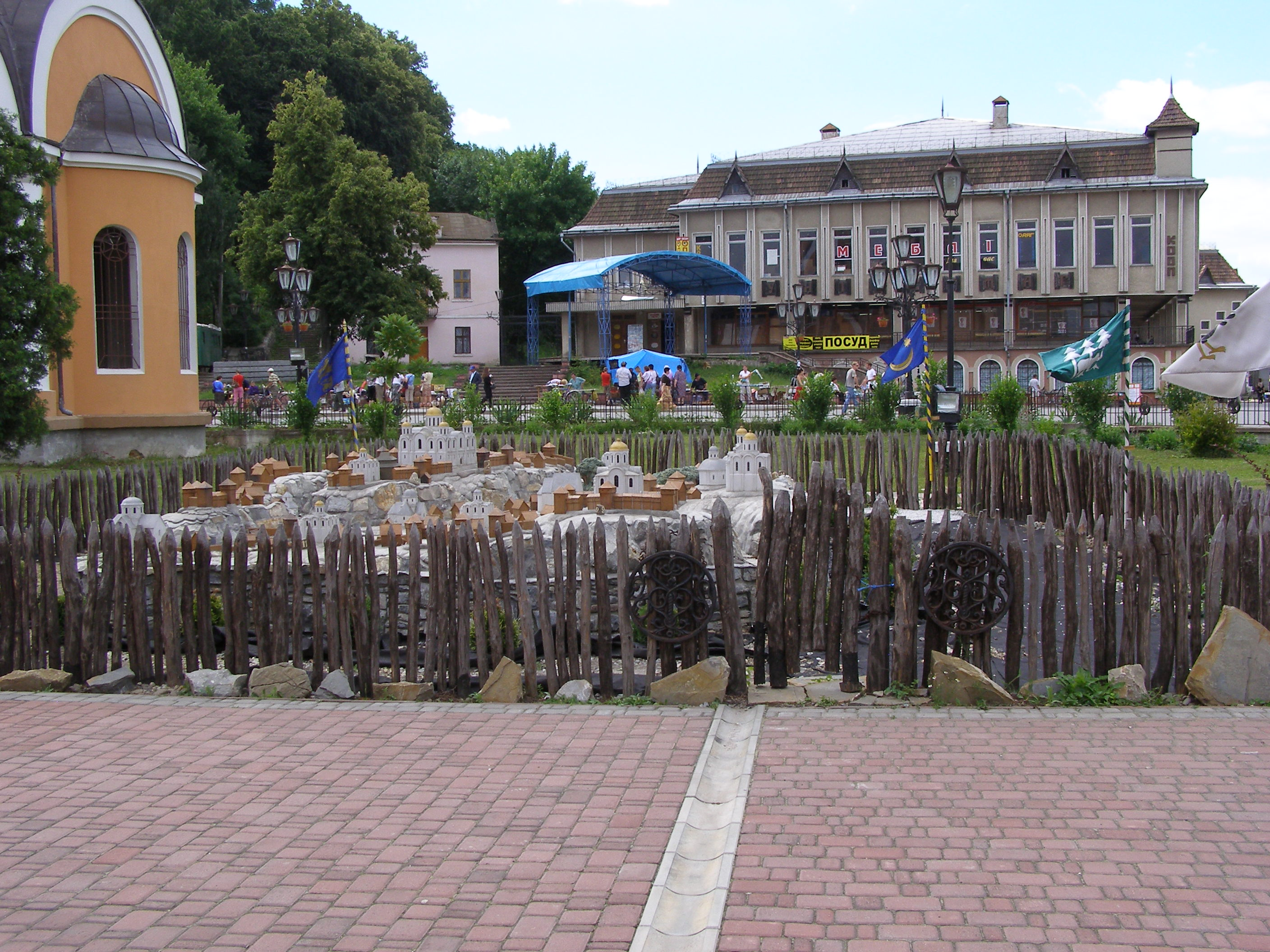
Piazza cittadina
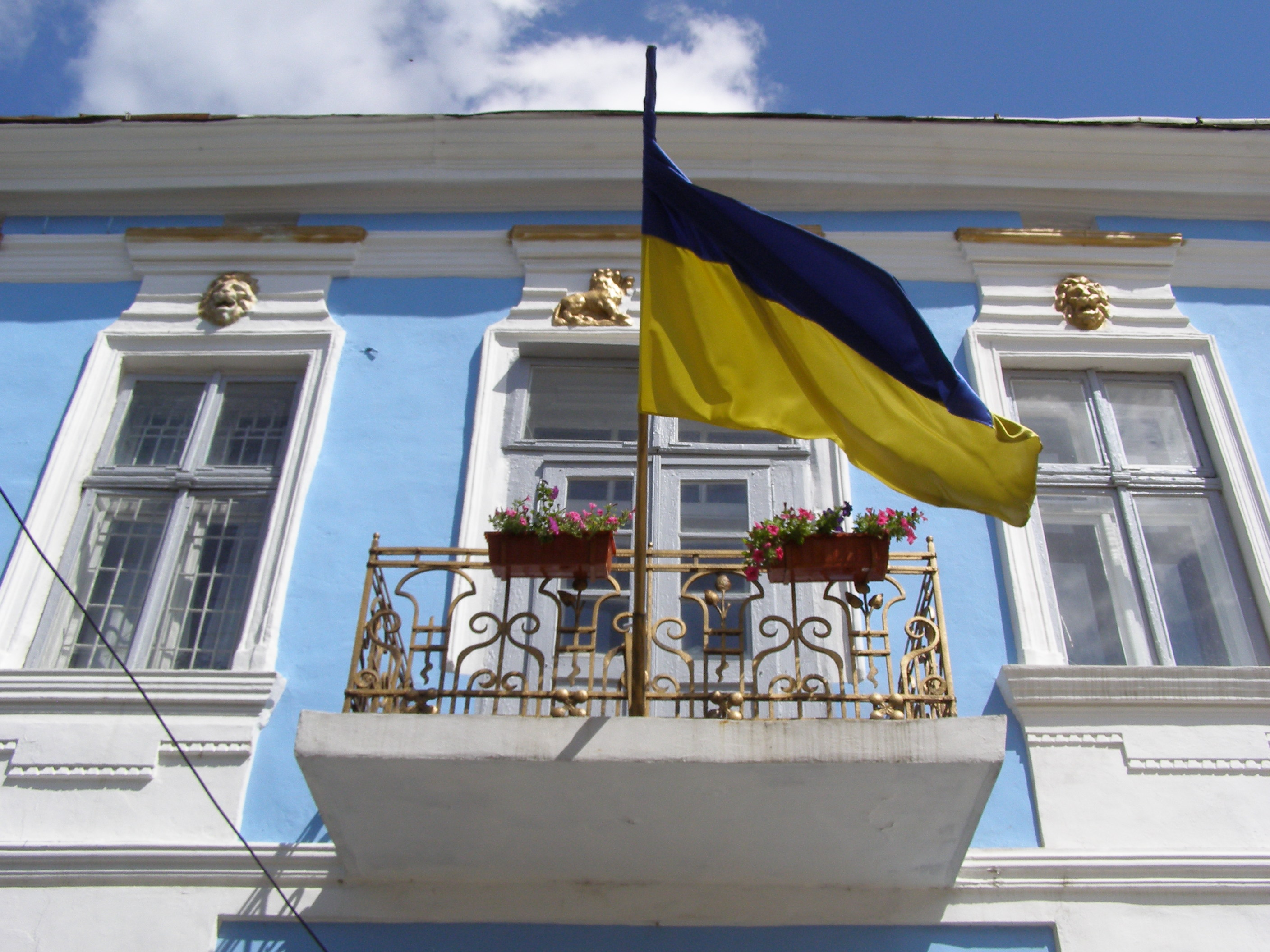
Palazzo comunale
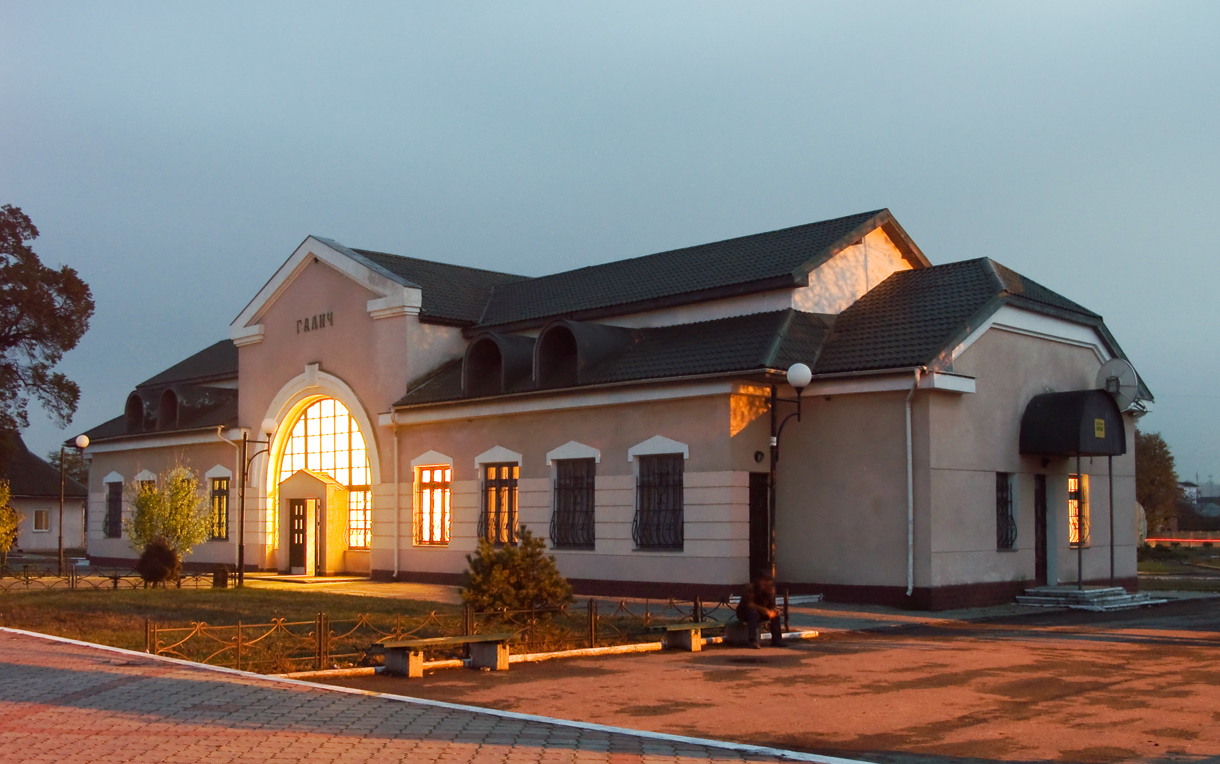
Stazione ferroviaria locale